# Quận Butler, Nebraska
Quận Butler là một quận thuộc tiểu bang Nebraska, Hoa Kỳ. Quận lỵ đóng ở thành phố David City 6.

## Địa lý

### Quận giáp ranh
- Quận Saunders, Nebraska - (đông)
- Quận Seward, Nebraska - (nam)
- Quận Polk, Nebraska – (tây)
- Quận Platte, Nebraska - (tây bắc)
- Quận Colfax, Nebraska - (bắc)

## Nhân khẩu
Theo điều tra dân số 2 năm 2000, đã có 8.767 người, 3.426 hộ gia đình, và 2.350 gia đình sống trong quận hạt. Mật độ dân số là 15 người trên một dặm vuông (6/km ²). Có 3.901 đơn vị nhà ở với mật độ trung bình 7 trên một dặm vuông (3/km ²). Cơ cấu chủng tộc của quận bao gồm 98,38% người da trắng, 0,10% da đen hay Mỹ gốc Phi, 0,13% người Mỹ bản xứ, 0,13% châu Á, Thái Bình Dương 0,06%, 0,81% từ các chủng tộc khác, và 0,40% từ hai hoặc nhiều chủng tộc. 1,65% dân số là người Hispanic hay Latino thuộc một chủng tộc nào. 33,1% là của Đức và 32,0% Séc tổ tiên theo điều tra dân số năm 2000.
Có 3.426 hộ, trong đó 33,00% có trẻ em dưới 18 tuổi sống chung với họ, 59,90% là đôi vợ chồng sống với nhau, 5,70% có một chủ hộ nữ và không có chồng, và 31,40% là các gia đình không. 28,30% hộ gia đình đã được tạo ra từ các cá nhân và 14,40% có người sống một mình 65 tuổi trở lên đã được người. Cỡ hộ trung bình là 2,53 và cỡ gia đình trung bình là 3.13.
Trong quận độ tuổi dân cư được trải ra với 27,90% dưới độ tuổi 18, 6,60% 18-24, 25,30% 25-44, 22,50% từ 45 đến 64, và 17,70% từ 65 tuổi trở lên người. Độ tuổi trung bình là 39 năm. Đối với mỗi 100 nữ có 104,10 nam giới. Đối với mỗi 100 nữ 18 tuổi trở lên, đã có 101,20 nam giới.
Thu nhập trung bình cho một hộ gia đình trong quận đạt $ 36.331, và thu nhập trung bình cho một gia đình là $ 44.441. Phái nam có thu nhập trung bình $ 28.856 so với 20.979 $ cho phái nữ. Thu nhập bình quân đầu người là 16.394 $. Có 4,80% gia đình và 8,20% dân số sống dưới mức nghèo khổ, trong đó có 9,80% những người dưới 18 tuổi và 9,40% của những người 65 tuổi hoặc hơn.